# Campeonato Uruguaio de Futebol de 1948
O Campeonato Uruguaio de Futebol de 1948 foi a 17ª edição da era profissional do Campeonato Uruguaio. O torneio consistiu em uma competição com dois turnos, no sistema de todos contra todos. O certame foi cancelado após o término da 10ª rodada por uma greve dos futebolistas, o que não permitiu a continuação da competição, deixando o Campeonato Uruguaio de 1948 sem um campeão definido. A greve também ocorreu na Segunda Divisão e na Divisão Intermediária, deixando, assim como na Primeira Divisão, os torneios de forma indefinida, sem campeões, nem rebaixados.

## Classificação
| Pos | Equipe               | Pts | J  | V | E | D | GP | GC | SG  |
| --- | -------------------- | --- | -- | - | - | - | -- | -- | --- |
| 1°  | Nacional             | 18  | 10 | 8 | 2 | 0 | 29 | 6  | 23  |
| 2°  | Peñarol              | 17  | 10 | 8 | 1 | 1 | 24 | 9  | 15  |
| 3°  | River Plate          | 12  | 10 | 5 | 2 | 3 | 20 | 18 | 2   |
| 4°  | Rampla Juniors       | 10  | 10 | 4 | 2 | 4 | 20 | 16 | 4   |
| 5°  | Liverpool            | 10  | 10 | 4 | 2 | 4 | 18 | 22 | -4  |
| 6°  | Defensor             | 9   | 10 | 3 | 3 | 4 | 19 | 21 | -2  |
| 7°  | Central              | 8   | 10 | 3 | 2 | 5 | 17 | 22 | -5  |
| 8°  | Montevideo Wanderers | 6   | 10 | 2 | 2 | 6 | 17 | 25 | -8  |
| 9°  | Danubio              | 5   | 10 | 0 | 5 | 5 | 14 | 25 | -11 |
| 10° | Cerro                | 5   | 10 | 1 | 3 | 6 | 12 | 26 | -14 |